# Aubazine
Aubazines är en kommun i departementet Corrèze i regionen Nouvelle-Aquitaine i de centrala delarna av Frankrike. Kommunen ligger  i kantonen Beynat som tillhör arrondissementet Brive-la-Gaillarde. År 2022 hade Aubazines 860 invånare.

## Befolkningsutveckling
Antalet invånare i kommunen Aubazines
Referens:INSEE